# Gracilipurpura
Genre
Gracilipurpura est un genre de mollusques gastéropodes marins de la famille des Muricidae. Ce genre remplace l'ancien genre Hadriania.

## Historique
Le genre Gracilipurpura est décrit en 1880 par Félix Pierre Jousseaume. 

## Espèces
Selon World Register of Marine Species (13 décembre 2022) :
- Gracilipurpura brevituba (Millet, 1865) †
- Gracilipurpura craticulata (Bucquoy & Dautzenberg, 1882)
- Gracilipurpura sperata (Cossmann, 1921)